# استرپتومایسس کاندیدوس
استرپتومایسس کاندیدوس (نام علمی: Streptomyces candidus) نام یک گونه از سرده پیچیده‌قارچ است.